# Greg Griffin
Greg Griffin (Cleveland, 6 settembre 1952) è un ex cestista statunitense, professionista nella NBA.

## Carriera
Venne selezionato dai Phoenix Suns al quarto giro del Draft NBA 1977 (71ª scelta assoluta).